# Sela (Edom)
Sela (în ebraică סֶּלַע, transliterație Sela, însemnând rocă; în arabă السلع, es-Sela; în greacă πέτρα, Petra; în latină petra) este un nume geografic întâlnit de mai multe ori în Biblia ebraică. Deoarece, atunci când este folosit cu articolul, se traduce pur și simplu în „stâncă”, este nerezonabil să-l conectați la o singură locație.
Un site cu acest nume este plasat de  A doua Carte a Regilor în Edom. Acesta a fost identificat pe scară largă cu situl arheologic de es-Sela' sau as-Sila' în Guvernoratul Tafilah din Iordania.